# Johannes Petrus Huibers
Johannes Petrus Huibers (Amsterdam, 15 november 1875 - Heemstede, 20 april 1969) was bisschop van het bisdom Haarlem in de periode 1935-1960.

## Levensloop
Huibers groeide op als zoon van een bouwondernemer. Als jongetje legde hij de eerste steen voor de bouw van het Centraal Station in Amsterdam. Hij studeerde aan het kleinseminarie Hageveld en aan het grootseminarie in Warmond. Na zijn priesterwijding was hij korte tijd kapelaan en werd vervolgens docent op Hageveld. Hij werd daarna pastoor in Amsterdam. Hij hield een gedenkwaardige redevoering tijdens het Eucharistisch Congres in Amsterdam in 1922, getiteld Geloof, Hoop en Liefde in Amsterdam. Hij was inmiddels deken van Amsterdam.

### Bisschop
In 1935 benoemde paus Pius XI hem tot bisschop van Haarlem, als opvolger van de overleden Johannes Aengenent. Hij koos de Maria-bede "Sub tuum praesidium' als zijn bisschopsmotto, net als zestig jaar later zijn verre opvolger Jos Punt zou doen. Huibers was  een van de auteurs van de herderlijke brief uit 1941 van de Nederlandse bisschoppenconferentie die ieder contact tussen katholieken en nationaalsocialisten verbood. Na de oorlog zag hij zich voor de taak gesteld veel van het beschadigde kerkelijk erfgoed te herstellen. 
In 1956 volgde een grote splitsing van zijn bisdom: het bisdom Rotterdam werd opgericht. Huibers was nu feitelijk alleen de bisschop voor Noord-Holland. 

### Vrouwe
Na de oorlog kreeg Huibers te maken met de verschijningen van de Vrouwe van alle volkeren aan Ida Peerdeman in Amsterdam. Naarmate deze meer bekend werden, door- en doorgingen en zelfs tot het omstreden 'dogma' van 'Maria Medeverlosseres' werden gemunt, kon ook Huibers er niet meer omheen en moest er een onderzoek komen, met een commissie waar onder meer de latere kardinaal Johannes Willebrands deel van uitmaakte. De commissie beoordeelde de zogenaamde visioenen en verschijningen van Peerdeman als zuiver natuurlijk (dat wil zeggen: beslist niet van bovennatuurlijke origine), om niet te zeggen zuur, bits en egocentrisch. Huibers zag het al voor zich: een reusachtige Aya Sophia-achtige kerk nabij de RAI in Amsterdam, zoals Peerdeman de wens van de 'Vrouwe' verwoordde, de pelgrims bij tienduizenden naar de goddeloze stad - maar hij legde zich toch neer bij het oordeel van zijn commissie. De devotie tot de Medeverlosseres werd aanvankelijk verboden, later gedoogd in een piepklein kapelletje aan de Diepenbrockstraat. 
Aan het begin van de 21ste eeuw zou bisschop Jos Punt, zelf als jongetje aan diezelfde 'Vrouwe van alle volkeren' opgedragen, de devotie als 'bovennatuurlijk' verklaren, de verering vrijgeven en tot een zekere nieuwe bloei brengen.

### Opvolging
In 1958 kreeg Huibers een coadjutor in de persoon van Joannes van Dodewaard. Deze volgde hem in 1960 op.
Na zijn aftreden werd Huibers benoemd tot titulair aartsbisschop van Cypsela. Hij trok zich terug op het landgoed Bosbeek in Heemstede, waar hij in 1969 overleed, een paar jaar na de plotselinge dood van zijn opvolger.